# Горачино
Горачино (мкд. Горачино) је насеље у Северној Македонији, у средишњем делу државе. Горачино је село у саставу општине Штип.

## Географија
Горачино је смештено у средишњем делу Северне Македоније. Од најближег града, Штипа, насеље је удаљено 18 km јужно.
Насеље Горачино се налази у историјској области Јуруклук. То је побрђе које чини западну претходницу планине Плачковице. Јужно од насеља тече речица Крива Лакавица. Надморска висина насеља је приближно 490 метара.
Месна клима је умерено континентална.

## Становништво
Горачино је према последњем попису из 2002. године имало 16 становника.
Већинско становништво су етнички Македонци (100%).
Претежна вероисповест месног становништва је православље.